# 屈福特2015年至2016年球季
屈福特2015年至2016年球季（英語：2014–15 Watford F.C. season）是沃特福德足球俱乐部在英格蘭足球聯賽第88個球季，是於去季取得英冠亞軍及直接升班資格後首個處於頂級聯賽的球季。

## 球員名單
粗體字為新加盟球員 

## 外部連結
- 屈福特官方網站 （页面存档备份，存于）
- Watford @ Soccerbase （页面存档备份，存于）
- ESPN FC:Watford Home （页面存档备份，存于）
- watford-mad （页面存档备份，存于）
- historicalkits.co.uk: Barclays English Premier League 2015 - 2016 （页面存档备份，存于）